# Junicode
Junicode（ジュニコード、ユニコード）は、バージニア大学のPeter S.Bakerによって開発されたUnicodeのフォントである。Junius-Unicode（ユニウス-ユニコード）を略して名づけられた。
最新版は0.7.8である。現在のバージョンには約3300の字体が含まれる。フォントはSIL Open Font Licenseに基づいてソースが公開されており、通常のフォントに加えボールド・イタリックのバージョンが利用可能である。17世紀のClarendon Pressで用いられていた書体に類似する。
Junicodeは、ヨーロッパ中世のテキストで用いられていたフォントを含んでおり、当時のテキストを表示するのに適している。また、合字（リガチャ）も用意されている。